# Domaine Appavoupoullé
Le domaine Appavoupoullé, ou propriété Appavoupoullé, est une ancienne plantation coloniale de l'île de La Réunion, département d'outre-mer français dans le sud-ouest de l'océan Indien. Située au 111, avenue de Bourbon, à Saint-André, elle est inscrite à l'inventaire supplémentaire des Monuments historiques depuis le 25 mars 1994, une inscription qui comprend la maison de maître, les dépendances, les écuries, la minoterie, la vanillerie, la cour et le jardin,.

## Histoire
Antérieure à 1835, la propriété Appavoupoulle a été vouée à la plantation de la canne à sucre, à l'exploitation du bois de filaos et à la culture de la vanille, activités qu'accompagnaient des installations techniques à vocation tantôt industrielle, tantôt agricole.